# アトムス・フォー・ピース
アトムス・フォー・ピース (Atoms For Peace) は、2009年に結成されたロック・バンド。
レディオヘッドのトム・ヨーク、レッド・ホット・チリ・ペッパーズのフリー、ベックやR.E.M.の活動に参加しているジョーイ・ワロンカー、ブラジル人パーカッショニストのマウロ・レフォスコ (フォホー・イン・ザ・ダーク、レッド・ホット・チリ・ペッパーズ、デヴィッド・バーン、ブライアン・イーノ他)、そして長年レディオヘッドのプロデューサーを務めるナイジェル・ゴッドリッチの5人によるスーパーグループである。

## 来歴
2006年に発表されたトム・ヨークのソロ・アルバム『ジ・イレイザー』のツアーのために結成され、2009年10月2日にロサンゼルスにて初ライブを行う。当初は長期的な活動は計画になかったが、「辞めるには楽しすぎる」という理由から翌2010年もライブを継続。コーチェラ・フェスティバルやフジロック・フェスティバルに出演し、オリジナル曲やジョイ・ディヴィジョンのカヴァー「ラヴ・ウィル・テア・アス・アパート」などを披露した。
2011年は表立った活動はなかったが、2012年9月にデビュー・シングル「Default」を発表。同年秋にはデビュー・アルバムのリリースが予告された。
2013年1月にアルバムからの先行シングル「Judge Jury and Executioner」が解禁。2月20日にデビュー・アルバム『アモック』を発表。リリースに先立ってオフィシャルサイトで全曲のストリーミング公開を行った。また、同月22日にロンドンでライブを行い、夏にはヨーロッパ・ツアーに出ることが明らかになった。

## メンバー
- トム・ヨーク (Thom Yorke) - ボーカル、ギター、キーボード、プログラミング
- フリー (Flea) - ベース、鍵盤ハーモニカ
- ナイジェル・ゴッドリッチ (Nigel Godrich) - キーボード、プログラミング、音楽プロデューサー
- ジョーイ・ワロンカー (Joey Waronker) - ドラム
- マウロ・レフォスコ (Mauro Refosco) - パーカッション

## ディスコグラフィ

### スタジオ・アルバム
- 『アモック』 - Amok (2013年、XL Recordings)

### シングル
- "Default" (2012年、XL Recordings)
- "Judge Jury and Executioner" (2013年、XL Recordings)
- "Before Your Very Eyes..." (2013年、XL Recordings)

## 日本公演
2010年

フジロックフェスティバル'10
- 8月1日: グリーン・ステージ

2013年
- 11月18日、19日: Zepp Namba（サポート・アクト：ANSTAM）
- 11月21日、22日、23日: 新木場STUDIO COAST（サポート・アクト：ANSTAM）